# Фиделефф, Игнасио
Игнасио Давид Фиделефф (исп. Ignacio David Fideleff; 4 июля 1989, Росарио) — аргентинский футболист, центральный защитник.

## Карьера
Игнасио Фиделефф происходит из еврейской семьи российского происхождения. Он воспитанник клуба «Ньюэллс Олд Бойз». 24 марта 2008 года он дебютировал в основном составе команды, из-за травмы Николаса Спольи, в матче с «Ланусом», в котором забил гол; встреча завершилась вничью 1:1. Он играл в команде ещё три года, проведя 38 матчей (три в Южноамериканском кубке) и забив 3 гола. В мае футболист, пожелавший покинуть Аргентину, был близок к переходу в «Парму», но сделка не состоялась.
31 августа 2011 года Фиделефф перешёл в итальянский клуб «Наполи», заплативший за трансфер футболиста 2,2 млн евро. В клубе футболист должен был заменить покинувшего команду Виктора Руиса. 21 сентября 2011 года он дебютировал в составе клуба в матче с «Кьево».

## Достижения
- Обладатель Кубка Италии: 2011/12
- Чемпион Израиля: 2012/13